# رقم ذو أهمية

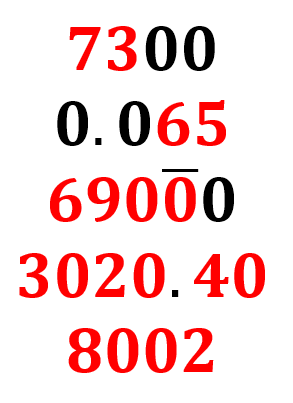

أهمية رقم مكتوب بالتدوين الموضعي هي قيمة الرقم حسب موقعه. يتضمن هذا جميع الأرقام باستثناء:
- كل الأصفار البادئة. على سبيل المثال، يحتوي "013" على رقمين معنويين: 1 و3.
- الأصفار الزائدة عندما تكون مجرد عناصر نائبة للإشارة إلى مقياس العدد. على سبيل المثال، "26.9000".
- الأرقام الزائفة. على سبيل المثال، من خلال الحسابات التي تم إجراؤها بدقة أكبر من دقة البيانات الأصلية، أو القياسات التي تم الإبلاغ عنها بدقة أكبر من التي تدعمها المعدات.

## قواعد اعتبار الصفر رقما معنويا

### قواعد اعتبار الصفر
1. عندما يقع الصفر بين رقمين غير الصفر.
2. عندما يقع الصفر على يمين الفاصلة العشرية.
3. عندما يقع الصفر (أو الأصفار) بين رقم من الفاصلة العشرية بحيث تكون الأصفار على يسار الفاصلة العشرية.

### قواعد عدم اعتبار الصفر
1. عندما يكون الصفر على يسار الرقم.
2. عندما يكون الصفر أو الأصفار على يمين الرقم ولا يوجد فاصلة عشرية.
3. عندما يقع الصفر أو الأصفار على يسار الرقم ويمين الفاصلة العشرية من غير أن يكون على يسار الفاصلة العشرية رقم.

## تقريب الأعداد المعنوية
1. يضاف واحد إلى الرقم المعنوي المراد تدويره إذا كان الذي يليه أكبر من خمسة (5). فمثلا يقرب القياس 6.28 متر إلى رقمين معنويين 6.3 متر.
2. يبقى الرقم المعنوي كما هو إذا كان الرقم الذي يليه أقل من خمسة (5). فمثلا يقرب القياس 0.0628 متر إلى رقم معنوي 0.06 متر.
3. الرقم المعنوي الذي يليه الرقم خمسة (5):

أ- يضاف إليه واحد إذا كان فرديا. فمثلا يقرب القياس 0.375 متر إلى رقمين معنويين 0.38 متر.
ب- يبقى كما هو إذا كان زوجيا. فمثلا يقرب القياس 0.365 متر إلى رقمين معنويين 0.36 متر.